# Zamarada deformata
Zamarada deformata är en fjärilsart som beskrevs av Fletcher 1974. Zamarada deformata ingår i släktet Zamarada och familjen mätare. Inga underarter finns listade i Catalogue of Life.